# Tabitha's Place
 (juin 2015).

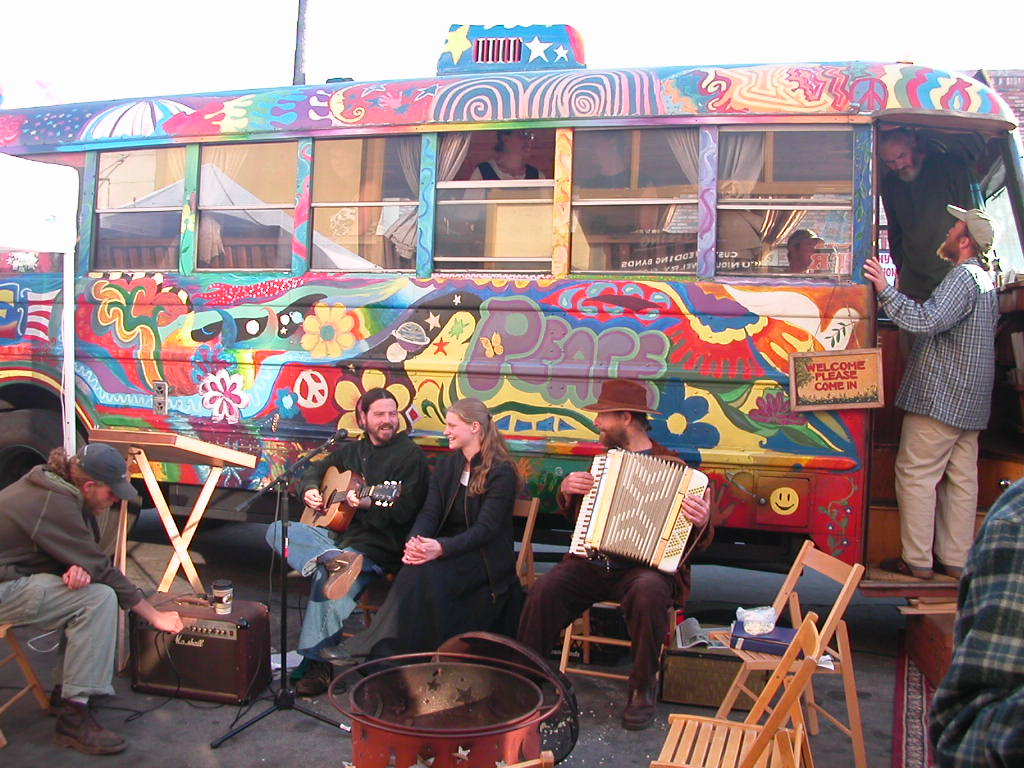
Bus des Douze tribus.

Tabitha's Place ou Les Douze Tribus ou Ordre apostolique ou Ruben and brothers est un nouveau mouvement religieux d'inspiration chrétienne. La Mission interministérielle de vigilance et de lutte contre les dérives sectaires ainsi que des associations anti-sectes comme l'UNADFI considèrent ce mouvement comme étant une secte, de type « apocalyptique ».

## Historique
Ce mouvement est une branche du groupe américain The Twelve Tribes, basée à Hiddenite (en Caroline du Nord, aux États-Unis), et créée par Elbert Eugene Spriggs (né en 1937). Le groupe est fondé en 1972, dans la mouvance hippie qui rejetait la société de consommation.

## Croyances et pratiques
Le groupe prétend procéder à une lecture fondamentaliste de la Bible, prise au pied de la lettre. Il désire vivre de la même manière que les premiers chrétiens au Ier siècle.
Le groupe rejette l'organisation de la religion et vise prioritairement le respect du texte biblique. Ses commerces sont fermés le vendredi après-midi et le samedi (shabbat).
Le mouvement proscrit les vaccins. Il s'oppose également à l'utilisation des médicaments.
Les femmes doivent porter les cheveux longs, les hommes la barbe et le chignon. Les membres ne doivent pas porter de bijoux, de maquillage ou de montre.

## Organisation et représentation
Le groupe produit lui-même ses biens élémentaires et vend dans ses commerces (boutiques, boulangeries, restaurants) ses productions artisanales (produits maraîchers, pain, objets de menuiserie, cosmétiques).
En interne, un conseil ou gouvernement (composé de membres âgés) décide des grandes orientations du groupe ainsi que des priorités budgétaires. Les différentes activités sont supervisées chacune par un responsable qui administre son propre domaine. 
Le mouvement est souvent présent lors de grandes manifestations : par exemple, il a présidé, en 2000, plusieurs forums lors de "la Journée de la Terre" à Washington ; pareillement, l'un de ses restaurants était présent aux Jeux Olympiques de Sydney.

## Rayonnement et effectifs
Au niveau mondial, le groupe est composé de quelques communautés réparties au Brésil, au Canada, aux États-Unis, en Australie, en Angleterre, en Argentine, en Espagne. En Allemagne, la branche de la communauté est dissoute en 2013 à la suite d'une inculpation pour maltraitance infantile.
En France, il est présent à Sus, dans les Pyrénées-Atlantiques, où la communauté existe depuis 1983, et dans la région toulousaine.
La communauté de Sus qui est constituée d'environ 120 personnes, dont une cinquantaine d'enfants, est une des plus grandes. Elle occupe un manoir estimé en 2002 à deux millions de francs. L'effectif de la plupart de leurs communautés variant plutôt d'environ 25 à 50 personnes.
En avril 2023, la secte annonce son départ de France après des condamnations pour l'existence d'une école illégale.

## Controverses et polémique

### Secte
Le rapport n°2468 de la Commission parlementaire française range le groupe sous le nom « Ordre apostolique - Therapeutic healing environment » dans la catégorie mouvement sectaire comprenant entre 50 et 500 membres,.
Pour sa part, le mouvement récuse cette appellation, affirmant ne pas avoir de gourou, ne pas pratiquer la manipulation mentale et ne pas être coupé du monde. Tous les témoignages de personnes sorties de cette secte disent, au contraire, que tout élément extérieur est considéré comme dangereux, néfaste, diabolique, et que l'endoctrinement, l'appauvrissement généralisé de la culture, l'ignorance de l'actualité y sont délibérément et autoritairement pratiqués.
Selon les critères de la sociologie, Tabitha's Place est typique d'une secte passive : "secte passive", parce que les Douze tribus ne cherchent pas à détruire le monde mauvais mais qu'elles en attendent la destruction au moment du retour du Christ. Leur seule activité tournée vers le monde consisterait, par définition des sectes, à faire du prosélytisme pour attirer de nouveaux membres dans la communauté.

### Démêlés judiciaires
En octobre 2001, la cour d'assises des Hautes-Pyrénées a reconnu coupables deux membres du groupe, de « privation d'aliments et de soins ayant entraîné la mort » de leur enfant, Raphaël, décédé en avril 1997 à l'âge de 19 mois. L'enfant souffrait d'une malformation cardiaque opérable connue sous le nom de « maladie bleue ». Du miel et des plantes avaient été le seul traitement fourni. Les deux membres du couple ont été condamnés à douze ans de réclusion criminelle.
En mars 2002, la cour d'appel de Pau a condamné 19 membres du groupe à 300 € d'amende et six mois de prison avec sursis pour soustraction aux obligations parentales légales, notamment refus de scolarisation et de vaccination.
Les activités de cette communauté font l’objet d’une information judiciaire ouverte en mars 2014 concernant des faits d’abus de vulnérabilité dans le cadre d’un mouvement à caractère sectaire, des faits de violences sur mineurs concernant les conditions d’éducation, des faits de travail dissimulé et de travail des enfants. Les témoignages d'adolescents sortis ou échappés de la secte font état d'un travail harassant, chaque jour, dès le plus jeune âge.
En décembre 2019 une nouvelle information judiciaire a été ouverte pour violences présumées sur mineurs.
L'organisation est de plus régulièrement soupçonnée de travail dissimulé, de fraude aux prestations sociales et de blanchiment de fraude fiscale.

### Scolarisation interne
Une école est en création à Sus où les enfants seront éduqués par les membres.
Les enfants se lèvent à six heures du matin, leur éducation a lieu le matin avec des manuels rédigés en interne, leurs professeurs étant des adultes de la communauté. L'après-midi, les enfants travaillent. Les enfants n'ont pas le droit aux jouets et sont régulièrement frappés avec des baguettes d'osier. La délation est encouragée,.
Le mouvement justifie la non-inscription des enfants de la communauté à l'école en avançant que celle-ci ne favorise pas l'élévation spirituelle en raison des mauvaises influences auxquelles les jeunes sont soumis d'une part et de la violence, physique et psychique, présente en son sein d'autre part. À Sus, les cours ont lieu le matin; l'après midi, les jeunes participent aux activités productives. L'enseignement dispensé est extrêmement lacunaire : les enfants, issus de familles de nationalités différentes, ont une connaissance limitée du français et des mathématiques ; l'histoire enseignée se limite aux événements mentionnés dans l'Ancien Testament.
Le 21 novembre 2006, plusieurs députés (Jean-Pierre Brard, Philippe Vuilque, Alain Gest et Georges Fenech) se sont rendus à Sus afin d'enquêter sur le cas des enfants dans la communauté. Aucune maltraitance physique n'a été décelée, mais les députés ont affirmé que les dix-huit enfants présents vivaient coupés du monde extérieur et ne connaissent rien de la vie extérieure au groupe, ni par contact direct, ni par l'intermédiaire des médias,. À la suite de cette visite, la communauté de Tabitha's place a présenté sa propre version des faits et a publié sur son site un communiqué qui présente notamment la différence entre les commentaires que leur auraient faits les députés durant leur visite et les déclarations faites ensuite à la presse.
En Allemagne, l'organisation est dissoute en 2013 pour maltraitance sur les enfants.